# 札幌日本大学中学校・高等学校
札幌日本大学中学校・高等学校（さっぽろにほんだいがくちゅうがっこう・こうとうがっこう、英：Sapporo Nihon University Junior & Senior High School）は、北海道北広島市虹ヶ丘5丁目に所在する私立中学校・高等学校。北広島市では唯一の私立中学校・高等学校である。

## 概要
1964年に日本大学の準付属校として白老郡白老町に開校した北海道日本大学高等学校（現・北海道栄高等学校）を起源とする。1987年、学校法人北海道日本大学高等学校（後の学校法人札幌日本大学学園）によって札幌郡広島町（現・北広島市）に札幌日本大学高等学校が開校。2003年には新たに札幌日本大学中学校が併設された。
札幌市内やその周辺の石狩地方だけでなく、道内各地から入学者を集めている。生徒数は中学校が281人（男子165人、女子116人）、高校が1,107人（男子618人、女子480人）となっている（2021年）。

## 特色
2012年にスーパーサイエンスハイスクール（SSH）、2015年にスーパーグローバルハイスクール（SGH）に指定。「世界に貢献する人」を人材育成像として、理数系の課題研究や国際交流活動などの探究型学習を推進している。2020年度からはSGHの後継プログラムとして独自にスーパーグローバル・リベラルアーツ・プログラム（SGL）や医療分野における人材育成を念頭に置いたメディカルリーダー育成プログラム（MLP）を開始。
2020年度には新型コロナウイルスの流行を契機に生徒全員にタブレット端末を貸与するなど、ICT教育にも取り組んでいる。
全校的に部活動が盛んであり、野球部やサッカー部、バスケットボール部などの体育系クラブや吹奏楽局や放送局、ロボット部などの文化系クラブがしばしば全道・全国大会に出場している。

## 沿革
- 1964年（昭和39年） - 前身である北海道日本大学高等学校が開校。
- 1985年（昭和60年） - 学校法人北海道日本大学高等学校理事会（理事長・浅利徹）において、札幌日本大学高等学校の設立を決定。
- 1987年（昭和62年）- 札幌日本大学高等学校が開校（初代校長・浅利徹）。
- 1990年（平成2年） - 学校法人名を札幌日本大学学園に変更。
- 1992年（平成4年）- 男子バスケットボール部が全国高等学校総合体育大会に初出場。
- 2002年（平成14年）- 硬式野球部が、第74回選抜高等学校野球大会に初出場。三重県代表津田学園高校に2－8で敗れ一回戦敗退。
- 2003年（平成15年） - 札幌日本大学中学校が開校。
- 2007年（平成19年） - 浅利徹校長（中学・高校）が退任し、第2代校長に伊藤弘毅副校長（中学・高校）が就任。
- 2008年（平成20年） - 全国高等学校総合体育大会・剣道女子個人で道内初の優勝。
- 2012年（平成24年）
  - 伊藤弘毅校長（中学・高校）が退任し、第3代校長に浅利剛之副校長（中学・高校）が就任。
  - SSHに指定。
- 2015年（平成27年） - SGHに指定。
- 2017年（平成29年） - SSHに指定（2期目）。
- 2018年（平成30年） 
  - 浅利徹理事長が死去。第4代理事長に浅利剛之校長が就任。
  - JTBと包括連携協定を締結。[2]
- 2020年（令和2年）
  - SSH（科学技術人材育成重点枠）に指定。
  - SGH事業終了。独自プログラムとしてSGLおよびMLPを開始。
- 2022年 （令和4年） - 国際バカロレア（IB）認定校になる。
- 2023年 （令和5年） - 多目的ホール「N Link」が竣工。
- 2024年（令和6年）- 硬式野球部が、第106回全国高校野球選手権大会に初出場。京都府代表京都国際高校に3－7で敗れ一回戦敗退。

## 校歌

### 中学校
『札幌日本大学中学校校歌』（作詞・作曲：木原健太郎）

### 高等学校
『札幌日本大学高等学校校歌』（作詞：阿久悠・作曲：森田公一）

## コース編成

### 中学校
2017年度よりスーパーアクティブ（SA）コース、2025年よりグローバルクリエイト（GC）コースの2種類のコースを展開しており、入学試験における出願と結果に基づいてどちらに所属するかが決定される。1学年は3クラス（SAコース2クラスおよびGCコース1クラス）。
卒業後に内部進学をする場合、進級時に中高一貫の2コースと高校の4コース（下記参照）を合わせた6つの中からコースを選択する。中高一貫コースに進級した場合は、SGL、SSH、MLPのいずれかのプログラムに参加することが求められる。

#### スーパーアクティブ（SA）コース
東京大学や京都大学、国公立・私立医学部を目標とするコースである。英・数・理・国・社の主要5科目はコース内授業が実施される。

#### グローバルクリエイト（GC）コース
大学を総合型選抜（共通テストを含む）で目指す受験生を対象とした指導コースである。生徒の興味関心を活かした独自の学年進行によるカリキュラムで、推薦入試で求められる論理的思考力・判断力・表現力を伸ばすことを目標とする。

### 高等学校
高等学校のコース編成は、高入生を対象とするプレミアS（PS）コース・特進コース・総合進学（総進）コース、中学校から内部進学した生徒を対象とする中高一貫コース、両者ともに選択可能な国際バカロレア（IB）コースから成り立つ。1学年は11クラス（高入生8クラスおよび中高一貫生3クラス）。
高入生は受験時に4種類ある学習コース（PS、特進、総進、IB）の中から1コースを選択する。中高一貫コースでは高校からの募集は行っていない。以下では、高入生が所属可能な4コースについて説明する。

#### プレミアS（PS）コース
2017年度より新設された、東京大学や京都大学、国公立医学部医学科を目標とするコースである。一部で中高一貫コースのカリキュラムを導入するなど、早期から大学受験を見据えたカリキュラムを採用している。部活動やSSH、SGL、MLPなどの課題探究授業を選択することが可能。1週間の授業時間は平均34コマ+PS講習2コマ（1コマ50分授業）。

#### 特進コース
北海道大学をはじめとする国公立大学（小樽商科大学、北海道教育大学、室蘭工業大学など）や難関私立大学（MARCH、日東駒専など）を目標とするコースである。部活動やSSH、SGL、MLPなどの課題探究授業を選択することが可能。また、1年次に実施する移行テストおよび定期試験や模擬試験の成績しだいではPSコースに移行することができる。なお、PS・特進コースともに本人の希望があれば下位のクラスへと移行することも可能である。1週間の授業時間は平均34コマ。

#### 総合進学（総進）コース
日本大学をはじめとする道内外の私立大学への進学を目標とするコースである。野球、サッカー、バスケットボールなどの運動部を中心とする部活生の多くが本コースに所属している。SSH、SGL、MLPなどの課題探究授業を選択することはできない。総進コース内の成績上位者のみで編成された「αクラス」が設けられており、進級時の成績に応じてαクラスに配属が決定される（ただしあくまでも総進コースの一部であり、独立したコースではない）。定期試験および模擬試験の成績に応じて進級時に特進コースへと移行することが可能である（PSコースに移行することはできない）。1週間の授業時間は平均32コマ。

#### 国際バカロレア（IB）コース
2022年度に新設されたコース。本コースに進学した生徒は1年生の1月までPSコースあるいは特進コース、一貫コースに混じって一般的な授業を受けたのち、IBのディプロマプログラム（DP）を受講することになる。なおPSコースや特進コース、一貫コースに進学した生徒であっても、1年次にコースを移行してDPを受講することが可能である。出席や成績などの要件を満たすことができれば、IBのディプロマと高卒資格の両方を持って卒業することができる。

## 大学進学実績
地元である北海道大学に毎年10人前後の合格者を輩出しているほか、早慶・MARCHなどの難関私立大学への合格者も毎年コンスタントに出ている。また中高一貫コースを中心に、東大、京大、国公立医学部への合格者も散発的に出ている。
総合進学コースでは系列の日本大学への合格・進学者が最も多い。

## 部活動
- 中学校
  - 男子バスケットボール部
  - 女子バスケットボール部
  - 野球部
  - 卓球部
  - テニス部
  - バドミントン部
  - ボランティア部
  - 囲碁将棋部
  - 科学部
  - ロボット部
  - 芸術同好会・美術部
  - ダンス同好会
  - 英会話同好会
  - 写真同好会

※一部の部活動では一貫コースの高校生が入部も可能
- 高等学校
  - 男子バスケットボール部 - 全国高等学校総合体育大会（インターハイ）に7回・全国高等学校バスケットボール選手権大会（ウインターカップ）に3回出場。
  - 女子バスケットボール部
  - 野球部 - 2002年春（第74回）・2024年夏（第106回）に出場（共に一回戦敗退）。
  - 卓球部
  - テニス部
  - バドミントン部
  - スキー部
  - 柔道部
  - 剣道部 - 2018年の全国選抜剣道大会女子団体第3位（北海道女子初）。
  - サッカー部
  - 陸上競技部
  - 水泳部
  - 科学部
  - 演劇部
  - 書道部
  - 写真部
  - 茶道部
  - 美術部
  - 英会話部
  - 合唱部
  - 囲碁・将棋部
  - 弁論部
  - 図書局
  - 吹奏楽局 - 2018年の全国総文祭に出場・全日本吹奏楽コンクールに北海道代表として通算9回出場。
  - 新聞局
  - 放送局
  - 中国語同好会
  - 軽音楽同好会
  - JRC

## 年間行事

### 中学校
- 4月 - 入学式・始業式、新入生歓迎会
- 5月 - 生徒総会、遠足
- 6月 - 中体連、前期中間考査
- 7月 - 桜虹祭（学園祭）
- 9月 - 前期期末考査、スポーツフェスティバル
- 10月 - 研修旅行（中2・中3）
- 11月 - 皿回し大会（中1）、後期中間考査
- 12月 - 生徒会企画(旧アートフェスティバル)
- 1月 - 入学試験、芸術鑑賞
- 2月 - 課題研究発表会
- 3月 - 卒業式、学年末考査

### 高等学校
- 4月 - 入学式・始業式、オリエンテーション・対面式、宿泊研修（高1）、基礎学力到達度テスト
- 5月 - 壮行会・生徒総会、保護者会総会、遠足、進路ガイダンス
- 6月 - 開校記念日、高体連、前期中間考査
- 7月 - 桜虹祭（学園祭）
- 9月 - 前期期末考査、基礎学力到達度テスト（高3）、スポーツフェスティバル
- 10月 - 修学旅行（高2）
- 12月 - 後期中間考査・学年末考査（高3）、朗読と音楽の夕べ
- 1月 - 芸術鑑賞
- 2月 - 入学試験
- 3月 - 卒業式、学年末考査

## 不祥事
2017年7月16日、野球部の監督である男性教諭が札幌市内で女性を車ではねて重症を負わせたとして、自動車運転処罰法違反（過失傷害）の疑いで逮捕された。翌17日に行われた全国高校野球選手権南北海道大会の試合では急きょ監督が交代するという事態となった。
2023年7月4日、学校運営に関する文書や生徒・保護者の個人情報が保存された学内サーバがランサムウェアによるサイバー攻撃を受けた可能性があることが判明した。

## 定員問題
札幌日大高校は昭和62年に定員360人（1学年）で発足し、翌63年に450人に増員して以降は数回にわたる定員調整を経て、平成25年度には定員314人となっていた。その間、平成15年度に中高一貫校が開校したことに伴って内部進学者が加わって以降も定員は据え置きのままであった。
平成25年9月26日、同校は進学実績の向上や理数系教育の推進による入学希望者の増加を背景に、定員を46人増の360人に変更する認可を求めて申請書を道に提出した。道は平成12年以降、中卒者人口の減少などを受けて私立高校の収容定員の増員については抑制的に対応することを明示していたが、同校は申請書において「極めて必要性の高い私立高等学校の設置及び定員増であって、教育条件が著しく向上することが期待される場合」という審査基準の要件に該当することを主張した。しかし、諮問機関である私立学校審議会はこの要件に該当しないとして全会一致で認可できないという結論に達し、平成26年2月19日、道知事から学則変更に関する不認可処分が下された。
これを不服とした浅利徹理事長（当時）は、不認可処分を取り消し定員増を認可するように求める行政訴訟を札幌地裁に提起した。審理は数回にわたって行われたが、最終的に不認可処分が取り消されることはなかった（なお、原告の浅利徹理事長は2018年に死去している）。
その後、同校は令和元年度において「外国人留学生の入学希望者の増加」を理由として25人の定員増を道に申請、認可された。さらに令和3年度には「国際バカロレア・ディプロマ・プログラムを提供する」という理由のもと、50人の定員増を認可された。結果として、平成25年度に最初の申請をおこなってから10年に満たない期間で当初の314人から389人まで定員を拡大するに至っている。

## 著名な出身者

### プロ野球選手
- 黒滝将人（引退）
- 水野滉也（引退）
- 片岡奨人（引退）

### バスケットボール選手
- 大渕幹大（引退）
- 高橋耕陽（レバンガ北海道）

### スキージャンプ選手
- 渡瀬雄太（スキージャンプ選手）
- 金子祐介（スキージャンプ選手）
- 渡瀬あゆみ（スキージャンプ選手）
- 笠間法考（スキージャンプ選手、上川町議会議員）
- 重松健太郎（スキージャンプ選手）
- 岩佐勇研（スキージャンプ選手）
- 佐藤幸椰（スキージャンプ選手）
- 大井栞（スキージャンプ選手）

### その他
- 糸賀舜（北海道放送アナウンサー）
- 髙橋祐介（衆議院議員）[11]
- 西澤亮一（実業家、株式会社ネオキャリア代表取締役）
- 堀内美里（北海道放送アナウンサー）
- 東峰優華（北海道放送アナウンサー）

## 交通
- 最寄の駅のJR千歳線上野幌駅より徒歩8分である。
- スクールバスを運行している（大谷地・清田経由福住駅行き、上野幌・平岡循環、上野幌・大谷地行き）。